# John Butler Yeats
John Butler Yeats (Tullylish, 16 de Março de 1839 – Nova Iorque, 3 de Fevereiro de 1922) foi um artista irlandês.

## Biografia

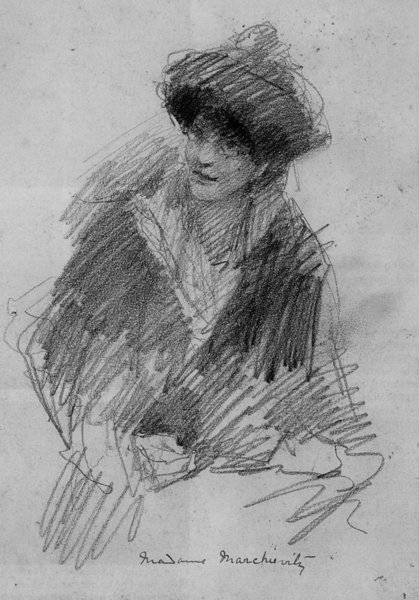
Retrato da condessa Constance Markiewicz, uma política irlandesa. Pintura a lápis.

Pai de William Butler Yeats, Jack Butler Yeats e de Elizabeth Yeats, é mais conhecido pelo retrato do jovem William Butler Yeats, que pode ser visto no Museu Yeats na Galeria Nacional da Irlanda. O seu retrato de John O'Leary (1904) é considerado a sua obra-prima (Raymond Keaveney, 2002).
Educado no Trinity College Dublin John Butler Yeats começou a sua carreira como advogado e trabalhou com Isaac Butt, antes de se decidir a dedicar à pintura em 1867, tendo para isso estudado na Hearthleys Art School. Existem poucos registos das suas vendas, de forma que não existe qualquer catálogo das suas obras em colecções privadas. É possível que alguns dos seus trabalhos iniciais tenham sido destruídos durante a Segunda Guerra Mundial. Não se tem dúvidas que John não teve grandes problemas em arranjar clientes - muitos esboços e óleos são fáceis de encontrar em casas privadas da Irlanda, Inglaterra e Estados Unidos. Os seus trabalhos mais tardios são descritos pelos críticos como demonstrando uma grande sensibilidade em relação aos modelos. Contudo, não era um grande homem de negócios, de modo que a sua situação financeira nem sempre foi das melhores. Mudava frequentemente de residência, oscilando muito entre Inglaterra e Irlanda. Com 69 anos, mudou-se para Nova Iorque, onde fez parte do círculo dos pintores da Escola Ashcan.